# Heteropoda chelata
Heteropoda chelata là một loài nhện trong họ Sparassidae.
Loài này thuộc chi Heteropoda. Heteropoda chelata được Embrik Strand miêu tả năm 1911.